# براچییوویتسه
براچییوویتسه (به لهستانی:  Braciejowice) یک روستا در لهستان است که در گمینا واژسکا واقع شده‌است.